# Huacheng, Wuhua
Huacheng är en köping i sydöstra Kina. Den ligger i Wuhua härad i staden Meizhou i provinsen Guangdong, omkring 260 kilometer nordost om provinshuvudstaden Guangzhou. Antalet invånare är 101 165. Befolkningen består av 51 105 kvinnor och 50 060 män. Barn under 15 år utgör 25,0 %, vuxna 15-64 år 66 %, och äldre över 65 år 8,0 %.